# Fosfoniany

Wzór ogólny fosfonianu (diestru kwasu fosfonowego)

Fosfoniany – fosforoorganiczne (zaliczane też do związków fosforanoorganicznych) estry lub sole kwasu fosfonowego i jego pochodnych, cechujące się występowaniem jednego wiązania P–C (np. C−PO(OR)2, R=alkil lub aryl). W fosfonianach fosfor znajduje się na formalnym III stopniu utlenienia, jest pięciowiązalny (λ5) i tetrakoordynacyjny (σ4), to znaczy ma cztery ligandy.
Związki zbliżone strukturalnie do fosfonianów to:
- H-fosfoniany, zawierające wiązanie P−H zamiast P−C
- bisfosfoniany, zawierające układ P−C−P
- fosfiniany (związki PI), zawierające wiązania C−P−C, H−P−C lub H−P−H.

## Zastosowanie
Fosfoniany i kwasy fosfonowe są stosowane w przemyśle jako:
- czynniki chelatujące jony metali dwu- i trójwiązalnych
- inhibitory wzrostu kryształów i powstawania kamienia kotłowego
- środki ochrony roślin, na przykład glifosat (herbicyd) lub etefon (regulator wzrostu i rozwoju roślin)
- opóźniacze palenia, na przykład metylofosfonian dimetylu, (MeO)2P(O)Me[2]
- rozpuszczalniki, na przykład kwas decylofosfonowy
- w technologii betonu jako plastyfikatory (upłynniacze) i środki redukujące w nim ilość wody[3].

W medycynie znajdują one zastosowanie jako: 
- leki, na przykład kwas zoledronowy, foskarnet, cydofowir lub tenofowir. Syntetyczne oligonukleotydy zawierające ugrupowania fosfonianowe zamiast reszt fosforanowych badane są jako potencjalne leki w terapii antysensowej (rodzaj terapii genowej)[4].
- nośniki radionuklidów, na przykład 153Sm-EDTMP, czyli etylenodiaminotetrametylenofosfonian samaru 153.

W roku 1998 światowe zużycie fosfonianów wyniosło 56 tysięcy ton/rok (40 tys. ton/rok w USA, 15 tys. ton na rok w Europie i poniżej 800 ton na rok w Japonii), a zapotrzebowanie na te związki rosło średnio o 3% rocznie.